# Washington Metro
Washington Metro er navnet på det kollektive transportsystem i Washington D.C. og de omkringliggende føderale stater Maryland og Virginia i USA. Washington Metro blev indviet i 1976 og er blevet udvidet flere gange siden. Metroen består i dag af seks linjer og 91 stationer med samlet strækningslængde på 188 km.
Med hensyn til passagertallet er Washington Metro den næststørste metro i USA - kun overgået af New York City Subway. I 2015 var det årlige passagertal på 215,4 millioner. Det svarer til et gennemsnitligt dagligt passagertal på 712.843.

## Arkitektur
Mange af stationerne er tegnet af den amerikanske arkitekt Harry Weese og er eksempler på modernistisk arkitektur fra det sene 20. århundrede med klare referencer til brutalismen.

## Infrastruktur
Siden åbningen i 1976 er metroen blevet udvidet. På mange strækninger deles flere linjer om de samme skinner. Ca. 80 km af strækningen er underjordisk, og 47 af stationerne ligger også under jorden. De underjordiske baner ligger primært i Washington D.C. og i områder med høj bebyggelsesprocent. Strækninger over jorden udgør 74 km, mens en strækning på 14 km er på højbane/broer.